# Swindon (borough)
O Borough de Swindon é uma autoridade de governo local na região Sudoeste da Inglaterra. A sua sede situa-se em Swindon e faz parte do condado cerimonial de Wiltshire. Foi criado em 1974 como o distrito Thamesdown de Wiltshire, a partir de antigas zonas do borough municipal de Swindon e do Distrito Rural de Highworth.
Em 1 de Abril de 1997, tornou-se administrativamente independente do Conselho do Condado de Wiltshire, com o seu conselho a passar a ter o estatuto de autoridade unitária. Adoptou a designação de Swindon em 24 de Abril de 1997. O anterior nome e marca de Thamesdown continuam a ser utilizados pelo principal operador de autocarros local, Thamesdown Transport Limited.